# Mordella leucaspis
Mordella leucaspis är en skalbaggsart som beskrevs av Küster 1849. Mordella leucaspis ingår i släktet Mordella, och familjen tornbaggar. Arten har ej påträffats i Sverige.